# Любаково
Любаково — деревня в Торопецком районе Тверской области в Плоскошском сельском поселении.
Расположена примерно в 13 километрах к северо-западу от села Волок на реке Кунья.
Население по переписи 2002 года — 10 человек.